# Eléni Stamatáki
Eléni Stamatáki (en grec Ελένη Σταματάκη), née le 1er mars 1946 à Athènes, est une femme politique grecque.

## Biographie
Aux élections législatives grecques de janvier 2015, elle est élue députée au Parlement grec sur la liste de la SYRIZA dans la première circonscription du Pirée.